# Play or Die (album)
Play or Die è un album discografico del batterista jazz statunitense Tony Williams, pubblicato dall'etichetta discografica P.S. Productions nel 1980.

## Tracce

### LP
Lato A
1. Beach Ball Tango (Tony Williams)
2. Spencer Tracy (Tony Williams)

Lato B
1. The Big Man (Tony Williams)
2. Para Oriente (Tony Williams)
3. Lawra (Tony Williams)

## Musicisti
- Tony Williams - batteria, percussioni
- Tom Grant - tastiere
- Patrick O'Hara - basso elettrico

Note aggiuntive
- Tony Williams e Peter Schnyder - produttori
- Registrazioni effettuate il 30 e 31 maggio 1980 al Tonstudio Zuckerfabrik di Stoccarda, Germania
- Ch. Wertz - ingegnere delle registrazioni
- Schwerzmann - copertina album[1]